# Шея (фильм)
«Шея» — художественный фильм японского режиссёра Такэси Китано, экранизация его же романа. Главную роль в картине сыграл Хидэтоси Нисидзима, премьера состоялась в мае 2023 года на Каннском кинофестивале.

## Сюжет
Действие фильма происходит в Японии в 1582 году. В центре сюжета — смерть первого объединителя страны Оды Нобунаги. Одним из источников вдохновения для Китано стал фильм Акиры Куросавы «Семь самураев».
Центральную роль в сюжете играют межличностные гомосексуальные отношения в офицерском корпусе Оды Нобунаги. Нобунага использует своё господство и поддержание сексуального доминирования над генералами (прежде всего Араки Мурасиге и Акэти Мицухидэ) как средство запугивания и получения их лояльности. Нобунага обещает сделать преемником того из его генералов, кто завоюет для него больше всего территорий (утверждая, что его сын Нобутада некомпетентен) — в то же время тайно замышляя устранить генералов и союзников, которые представляют для него наибольшую угрозу (таких как Токугава Иэясу и Хашиба Хидэёси). Мурасиге, по-видимому, движимый паранойей и ревностью к капризам Нобунаги, начал восстание против Нобунаги и быстро потерпел поражение. Нобунага, в свою очередь, поручает Мицухидэ захватить и казнить Мурасиге.
Однако выясняется, что Мурасиге и Мицухидэ находятся в тайных гомосексуальных отношениях, и Мицухидэ скрывает Мурасиге, пока он медленно планирует своё восстание против Нобунаги. Хидэёси, подчёркнуто единственный человек в офицерском окружении Нобунаги, не имеющий сексуальных связей с последним, выставляет себя как можно более почтительным и безвредным как для Нобунаги, так и для Иэясу. В тайне он собирает разведданные обо всех, чтобы использовать своё положение против союзников и врагов. Он использует свои связи с независимыми кланами ниндзя и с крестьянскими рекрутами.
На протяжении всего фильма главные даймё и генералы показаны очень бессердечными — не только в обращении со своими подчинёнными, но и в их вопиющем пренебрежении к любому соблюдению мнимого бусидо, с готовностью прибегая к насилию и обману, если это даёт им преимущество. Это иллюстрируется тем, как Курода Канбэй помогает Хидэёси избавляться от союзников, которые могут его скомпрометировать. В фильме также показаны попытки крестьянина Нанивы Мосукэ подняться в рядах самураев от вора до асигару, даже если это приводит к гибели его собратьев-крестьян.
Фильм достигает кульминации в начале атаки Мицухидэ на храм Хонно-дзи (но перед этим он бросает Мурасиге и сбрасывает его, заключённого в деревянную клетку, со скалы). В конечном итоге Нобунага умирает не от совершения сэппуку, а от разъярённого Ясукэ (которого Нобунага много оскорблял на протяжении всего фильма), который обезглавливает его, уходя с его головой — тем самым лишая Мицухидэ доказательства своей победы. Воспользовавшись хаосом, Хидэёси форсированным маршем выводит свою армию из осады Такамацу, чтобы встретиться с войсками Мицухидэ. Скорость действий Хидэёси усиливает конфронтацию в Ямадзаки, и его армии наголову разбивают армию Мицухидэ. Когда Мицухидэ бежит от поражения, его вассалов преследуют и убивают крестьяне-мародеры на дороге, а Мосукэ загоняет его в угол. Признав поражение, Мицухидэ совершает сэппуку и предлагает Мосукэ свою голову, чтобы тот получил награду за неё. Однако мародеры нападают на самого Мосукэ и закалывают его.
Фильм заканчивается тем, что Хидэёси рассматривает головы жертв битвы при Ямадзаки. Когда ему показывают головы Мицухидэ и Мосукэ, успевшие сильно разложиться, он грубо отмахивается от них, полагая, что обладание их головами не имеет значения на данном этапе его победы.

## В ролях
| Актёр              | Роль            |
| ------------------ | --------------- |
| Такэси Китано      | Тоётоми Хидэёси |
| Рё Касэ            | Ода Нобунага    |
| Хидэтоси Нисидзима | Акэти Мицухидэ  |
| Таданобу Асано     | Курода Ёситака  |
| Каору Кобаяси      | Токугава Иэясу  |
| Кента Киритани     | Хаттори Хандзо  |

## Премьера и восприятие
Премьера картины состоялась в мае 2023 года на Каннском кинофестивале. Китано объявил, что для него этот фильм станет последним.